# Paul Simon (homme politique, 1928-2003)
Pour les articles homonymes, voir Simon et Paul Simon.
Paul Martin Simon (né le 29 novembre 1928 et mort le 9 décembre 2003) est un homme politique américain, membre du Parti démocrate et sénateur pour l'Illinois de 1985 à 1997. Il sollicite sans succès l'investiture démocrate en vue de l'élection présidentielle américaine de 1988.

## Caméo
Il joue son propre rôle dans le film Président d'un jour (1993).